# Pseuderanthemum albocoeruleum
Pseuderanthemum albocoeruleum là một loài thực vật có hoa trong họ Ô rô. Loài này được Champl. mô tả khoa học đầu tiên năm 2002.